# John Dillon (Segler)
John Desmond Dillon (* 24. März 1921 in Westbourne, West Sussex; † 17. Oktober 1988 in Norton, Isle of Wight) war ein britischer Segler.

## Werdegang
John Dillon nahm zweimal in der 5,5-m-Klasse als Crewmitglied an den Olympischen Spielen teil. Bei seinem Olympiadebüt 1952 in Helsinki erreichte er mit der Unique, zu deren Crew er neben Neil Kennedy-Cochran-Patrick gehörte, den sechsten Platz. Skipper des Bootes war Robert Perry. Mit Kennedy-Cochran-Patrick und Perry trat Dillon auch vier Jahre darauf in Melbourne an, außerdem war auch David Bowker Teil der Crew. Mit der Vision gewannen sie eine von sieben Wettfahrten und beendeten die Regatta mit 4050 Punkten auf dem zweiten Platz hinter den Olympiasiegern um Lars Thörn auf der Rush V aus Schweden und vor dem von Jock Sturrock angeführten australischen Boot Buraddoo, sodass sie die Silbermedaille erhielten.
Dillon war Arzt und wurde 1941 für die Rettung eines Jungen aus einem zerbombten Haus als Member des Order of the British Empire ausgezeichnet. Er trat während des Zweiten Weltkriegs dem Royal Army Medical Corps der British Army bei, bei dem er im November 1942 zum Lieutenant befördert wurde. Im Mai 1952 erhielt er das Distinguished Service Cross für seine Verdienste im Rahmen des Koreakriegs. Dabei bekleidete er den Rang eines Captains bei den Royal Marines. Ab dem 19. Oktober 1971 diente er im Rang eines Majors beim Honourable Corps of Gentlemen at Arms.